# Aérodrome de Trenčín
 (signalé en août 2025).
Si vous disposez d'ouvrages ou d'articles de référence ou si vous connaissez des sites web de qualité traitant du thème abordé ici, merci de compléter l'article en donnant les références utiles à sa vérifiabilité et en les liant à la section « Notes et références ».
- Archive Wikiwix
- Bing
- Cairn
- DuckDuckGo
- E. Universalis
- Gallica
- Google
- G. Books
- G. News
- G. Scholar
- Persée
- Qwant
- (zh) Baidu
- (ru) Yandex
- (wd) trouver des œuvres sur Wikidata

L'aérodrome de Trenčín (code OACI : LZTN) est un aérodrome civil et militaire, desservant la ville de Trenčín, en Slovaquie, qui n'est pas ouvert au trafic voyageurs commercial. Il est situé sur la rive gauche de la rivière Váh, à une altitude de 206 mètres. L'aérodrome dispose de 3 pistes, dont deux non-revêtues, et une piste principale bétonnée de 2 000 mètres de long. Il abrite également un hangar de maintenance et de réparation d'avions, un aéroclub local ainsi que d'autres associations.
En 1998, les XIXe Championnats du monde de voltige aérienne s'y sont déroulés. Le festival de musique Pohoda se tient à l'aéroport, chaque été depuis 2004. En 2013, le festival de musique Beefree s'installe également sur l'aérodrome de Trenčín.